# Амбарес-е-Лаграв
Амбарес-е-Лаграв (фр. Ambarès-et-Lagrave) насеље је и општина у југозападној Француској у региону Аквитанија, у департману Жиронда која припада префектури Бордо.
По подацима из 2011. године у општини је живело 13.422 становника, а густина насељености је износила 542,08 становника/km². Општина се простире на површини од 24,76 km². Налази се на средњој надморској висини од 7 метара (максималној 34 m, а минималној 0 m).

## Демографија
| 1962. | 1968. | 1975. | 1982. | 1990.  | 1999.  | 2011.  |
| ----- | ----- | ----- | ----- | ------ | ------ | ------ |
| 5.831 | 7.134 | 7.622 | 8.105 | 10.195 | 11.206 | 13.422 |

График промене броја становника у току последњих година